# Resolució 1931 del Consell de Seguretat de les Nacions Unides
La Resolució 1931 del Consell de Seguretat de les Nacions Unides, adoptada per unanimitat el 29 de juny de 2010, va acordar prorrogar el mandat de diversos magistrats del Tribunal Penal Internacional per a l'antiga Iugoslàvia d'acord amb la intenció expressada una resolució anterior, la 1900 de 2009. La pròrroga es va fixar fins al 31 de desembre de 2011 o bé fins que concloguessin les causes per les quals els magistrats havien estat assignats. La resolució també es reafirmà quant a la necessitat de processar a tots els inculpats pel Tribunal Internacional, amb al·lusió concreta a Ratko Mladić i Goran Hadžić, acusats de genocidi i en aquest moment pròfugs de la justícia internacional.
Els magistrats de la Sala d'Apel·lacions del Tribunal Internacional el mandat del qual va ser prorrogat van ser els següents:
- Carmel Agius (Malta)
- Liu Daqun (Xina)
- Theodor Meron (Estats Units)
- Fausto Pocar (Itàlia)
- Patrick Robinson (Jamaica)

Els magistrats permanents de la Sala de Primera Instància del Tribunal Internacional el mandat del qual va ser prorrogat van ser els següents:
- Jean-Claude Antonetti (França)
- Guy Delvoie (Bèlgica)
- Burton Hall (Bahames)
- Christoph Flügge (Alemanya)
- O-Gon Kwon (Corea del Sud)
- Bakone Justice Moloto (Sud-àfrica)
- Howard Morrison (Regne Unit)
- Alphons Orie (Països Baixos)

Els magistrats ad lítem de la Sala de Primera Instància del Tribunal Internacional el mandat del qual va ser prorrogat van ser els següents:
- Melville Baird (Trinidad i Tobago)
- Pedro David (Argentina)
- Elizabeth Gwaunza (Zimbàbue)
- Frederik Harhoff (Dinamarca)
- Flavia Lattanzi (Itàlia)
- Antoine Kesia-Mbe Mindua (República Democràtica del Congo)
- Prisca Matimba Nyambe (Zàmbia)
- Michèle Picard (França)
- Árpád Prandler (Hongria)
- Stefan Trechsel (Suïssa)